# Van Asten
Van Asten was een Zuid-Nederlandse adellijke familie.

## Geschiedenis
In 1755 verleende keizerin Maria Theresia erfelijke adel aan Gerard Jan van Asten, geboren in 's-Hertogenbosch, zaakgelastigde van de Paltsgraaf bij de Staten-Generaal in Den Haag.
Zijn zoon was Jan Jozef van Asten, getrouwd met Reine de Knyff en in tweede huwelijk met Catherine Peytier. Uit elk huwelijk volgde een zoon (zie hierna).
- Charles van Asten.
- Edouard van Asten (Antwerpen, 3 oktober 1784 - 16 juni 1865) werd in 1823 samen met zijn halfbroer Charles in de erfelijke adel erkend. Hij trouwde met Caroline Guyot (1789-1852) en werd sindsdien van Asten-Guyot genoemd. Hij was aandeelhouder van de naamloze vennootschap Les Amis du spectacle à Anvers. Ze hadden een dochter, Eulalie (1814-1869), die achtereenvolgens trouwde met jonkheer Alexandre de Baillet (1814-1843) en met graaf Théodore de Murat (1812-1880). Ze hadden ook een zoon, Gustave van Asten (1813-1844), die ongehuwd overleed.